# Euphorbia contorta
Euphorbia contorta ist eine Pflanzenart aus der Gattung Wolfsmilch (Euphorbia) in der Familie der Wolfsmilchgewächse (Euphorbiaceae).

## Beschreibung
Die sukkulente Euphorbia contorta bildet wenig verzweigte Sträucher bis 1 Meter Höhe aus. Die horizontal ausgebreitet stehenden Triebe sind gebogen und verdreht. Die vier- bis siebenkantigen Triebe werden bis 3 Zentimeter dick und sind an den Kanten mit hervortretenden, buchtigen Zähnen besetzt, die einen Abstand von bis zu 2 Zentimeter zueinander haben. Die verkehrt eiförmigen Dornschildchen stehen einzeln. Es werden Dornen mit 3 bis 10 Millimeter und Nebenblattdornen bis 3 Millimeter Länge ausgebildet. Die sukkulenten und kurzlebigen Blätter werden bis 22 Millimeter lang und 12 Millimeter breit.
Der Blütenstand besteht aus einzelnen und einfachen Cymen, die nahezu sitzend sind. Die Cyathien erreichen etwa 5 Millimeter im Durchmesser. Die länglichen Nektardrüsen sind grünlich gelb gefärbt und stoßen aneinander. Die annähernd kugelförmige Frucht wird bis 4 Millimeter groß und ist nahezu sitzend. Sie enthält den eiförmigen Samen, der 2,5 Millimeter lang und 1,75 Millimeter breit wird. Er besitzt eine mit Warzen besetzte Oberfläche.

## Verbreitung und Systematik
Euphorbia contorta ist im Norden von Mosambik auf Granitfelsen verbreitet. Die Art steht auf der Roten Liste der IUCN und gilt als nicht gefährdet (Least Concern).
Die Erstbeschreibung der Art erfolgte 1964 durch Leslie Charles Leach.